# Белерианд
Беле́рианд (синд. Beleriand, «земля Балара»; кв. Valariandë) — в легендариуме Дж. Р. Р. Толкина большой регион на северо-западе Средиземья, существовавший в Первую эпоху. События, происходившие в Белерианде, описаны в таких произведениях, как «Сильмариллион», «Неоконченные предания Нуменора и Средиземья», «Книга утраченных сказаний», «Баллады Белерианда», «Дети Хурина», «Берен и Лутиэн», «Падение Гондолина».

## География

Схематическая карта Белерианда.

Первоначально название «Белерианд» относилось лишь к местности в районе залива Балар, но со временем так стали называться все земли южнее фьорда Дренгист и западнее Синих гор. Белерианд был заселен эльфами и, позднее, людьми. На западе и юге Белерианд омывался водами Великого моря Белегаэр; на севере находились нагорья Хитлум и Дортонион, а также холмы Химринга; на востоке располагались Синие горы. Иногда к Белерианду относили и Невраст, находившийся на северо-западе.
Река Сирион, протекавшая с севера на юг, делила Белерианд на две части — Западный и Восточный. Реку пересекала цепь холмов, известных как Андрам («Долгая стена»), и воды реки протекали в этом районе по подземному руслу, вновь выходя на поверхность южнее, из Врат Сириона. Восточнее, у подножия Синих гор располагался край Оссирианд («Семиречье»), названный так из-за протекавшей здесь реки Гелион и шести его притоков. Две меньших реки — Бритон и Неннинг — протекали на западе, в землях Фаласа.

### Расселение эльфов
После гибели Феанора титул верховного короля нолдор в Белерианде перешёл к его старшему сыну Маэдросу. Маэдрос был захвачен Морготом. Из плена его спас двоюродный брат Фингон, сын Финголфина. Этот подвиг стяжал Фингону великую славу среди нолдор и положил конец вражде между Домами Финголфина и Феанора. Перед всеми нолдор просил Маэдрос прощения за предательство в Арамане (когда войско Феанора забрало себе корабли тэлери, бросив на берегу своих братьев) и отказался от верховной власти в пользу Финголфина.
Народ Финголфина расселился в Митриме, его старший сын Фингон получил владения в Дор-ломине к западу от владений отца. Ещё западнее Дор-ломина в Неврасте были владения Тургона, второго сына Финголфина. В нагорье Дортонион к востоку от Хитлума поселились сыновья Финарфина Ангрод и Аэгнор. Восточнее, в долине Лотланн поселились сыновья Феанора — Маэдрос, а чуть южнее него — Маглор. Келегорм и Куруфин — третий и пятый сыны Феанора — правили Химладом. На берегах реки Нарог Финрод, сын Финарфина, основал королевство Нарготронд. Западнее, в Фаласе, были гавани Кирдана Корабела. К югу от Дортониона находился Дориат, лесное королевство Тингола, короля всех синдар; его столицей был подземный город Менегрот. На юго-востоке Белерианда правили сыновья Феанора Амрод и Амрас. Ещё восточнее, за рекой Гелион, лежали владения сына Феанора Карантира.

### Области Белерианда

#### Железные горы
Эред Энгрин (синд. Ered Engrin, в переводе «Железные горы») — горный хребет на крайнем севере Средиземья, сотворённый Мелькором в Эпоху Светильников. Преграждал доступ к Утумно, первой цитадели Мелькора. Утумно была разрушена Валар в Битве Сил.
На юго-западных отрогах Железных гор Мелькором была возведена вторая подземная крепость — Ангбанд, увенчанная тремя пиками Тангородрима. К северу располагался Фородвайт.
В Первую Эпоху Железные горы были соединены с Синими горами (синд. Ered Luin) на западе и Красными Горами (кв. Orocarni) на востоке, однако в ходе войн Валар с Мелькором горная система Эред Энгрин была отсечена от них. В ходе Войны Гнева горный хребет был сильно разрушен и потерял большую часть своей протяжённости (горы Ангмара в северном Эриадоре, а также Серые горы и Железные холмы — всё, что от них осталось в Третью Эпоху).

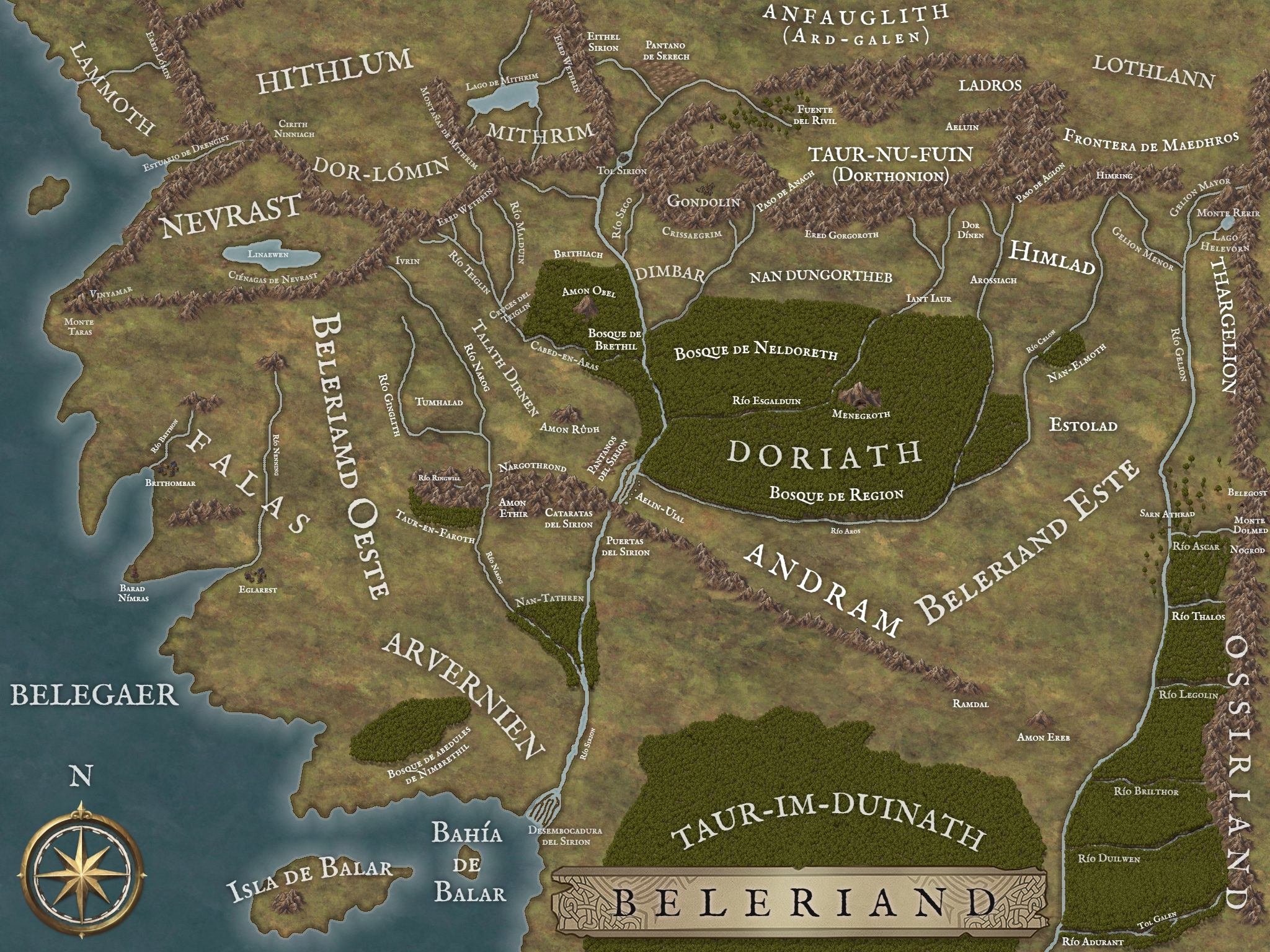
Карта Белерианда

#### Дор Даэделот
Область, располагавшаяся севернее равнины Ард-гален, по обе стороны Железных гор. С синдарина название этой области переводится как «Земля тени и ужаса». 
Ард-гален (синд. Ard-galen, в переводе с синдарина — «зелёная местность», впоследствии Анфауглит (синд. Anfauglith)) — широкая равнина к северу от нагорья Дортонион, простиралась от Хитлума и Эред Ветрин на западе до Эред Луин на востоке. В южном направлении равнина постепенно поднималась и переходила в возвышенность Дортонион.
В первые века после восхода Солнца Ард-гален был покрыт буйной травой. Однако равнину опустошили реки пламени и ядовитых газов, выпущенные из Ангбанда в Дагор Браголлах, и после этого её назвали Анфауглит — «удушливая пыль».
Пятая битва Войн Белерианда, Нирнаэт Арноэдиад (Битва бессчётных слёз) происходила на этой равнине, и тела павших в ней были собраны посередине Анфауглита в курган, получивший от эльфов название Хауд-эн-Нденгин (синд. Haudh-en-Ndengin), «курган убитых» и Хауд-эн Нирнаэт (синд. Haudh-en-Nirnaeth), «курган слёз». На этом кургане (и более нигде на Анфауглите) снова стала расти трава.

#### Хитлум
Область на севере, к западу от Тангородрима, рядом с проливом Хэлкараксэ. Своё название («Туманный край») получила из-за морского тумана, появляющегося здесь время от времени. Климат здесь был холодным и дождливым, однако земля была достаточно плодородна.
С юга и востока Хитлум был ограждён хребтом Эред Ветрин («Сумеречные горы»), имеющим лишь несколько перевалов и делающим область хорошо защищённой; с запада от морских ветров его укрывал хребет Эред Ломин («Поющие горы»). На побережье Великого моря к Хитлуму примыкал Ламмот, который не входил в Белерианд.
Хитлум условно делился на Митрим, где по берегам озера Митрим обитали нолдор Дома Финголфина, и Дор-ломин, где правил его сын Фингон (здесь также жили эдайн Дома Хадора). Главные укрепления нолдор располагались у Истока Сириона, к востоку от Эред Ветрин, за Ард-Галеном. Конница нолдор временами доходила до самого Тангородрима. Прекрасные пастбища Ард-Галена позволяли разводить великолепных коней, предки которых прибыли вместе с эльдар из Валинора. Позже Маэдрос, в уплату виры за перенесённые во время Ледового перехода страдания, отдал коней Финголфину.
В конце Первой эпохи Хитлум находился под постоянной угрозой нападения Моргота и после Пятой битвы был захвачен. Эдайн оказались частью рассеяны, частью — убиты или порабощены. Взятые в плен нолдор были отправлены на рудники Ангбанда.

#### Невраст
Прибрежная область на северо-западе Белерианда. Первоначально был заселён синдар, которые с прибытием нолдор смешались с ними. Находился под властью Тургона, сына Финголфина, до второго столетия Первой эпохи, когда эльфы покинули Виньямар и переселились в скрытый город Гондолин. После этого Невраст оказался окончательно заброшен.

#### Дортонион
Дортонион (синд. Dorthonion, в переводе с синдарина — «страна сосен», позднее Таур-ну-Фуин (синд. Taur-nu-Fuin), «лес мрака ночи») — нагорье, находившееся к югу от равнины Ард-Гален. Простиралось почти на шестьдесят лиг с запада на восток. Было покрыто густыми сосновыми лесами. Южнее плоскогорье незаметно переходило в плато, испещрённое горными озёрами и скалистыми утёсами. На границе с Дориатом плато обрывалось ужасающими пропастями. На юге и западе Дортониона находились горы Эхориат (Окружные горы), окружавшие скрытое королевство Гондолин.
На северных склонах Дортониона селился немногочисленный народ, правили которым сыновья Финарфина — Ангрод и Аэгнор, вассалы Финрода. Северо-западная часть Дортониона, Ладрос, была отдана Боромиру из Дома Беора как вассальное владение (около 350 г.) и управлялась его потомками.
В Дагор Браголлах Дортонион был основным театром военных действий. Ангрод и Аэгнор были убиты вместе с большинством их подданных, включая Бреголаса (в то время Владыка Ладроса) и практически всех воинов из его Дома, а Дортонион был захвачен. Объединённые силы под командованием Маэдроса отвоевали Дортонион незадолго до Нирнаэт Арноэдиад (в результате этой битвы Моргот вновь захватил его, теперь уже окончательно).

#### Западный Белерианд
Между Дортонионом и Сумеречными Горами, в узкой долине меж крутых склонов, поросших соснами, несла свои быстрые воды с равнины Ард-гален река Сирион. Ущелье Сириона охранял Финрод. Это он воздвиг посреди реки, на острове Тол Сирион, дозорную башню Минас Тирит. Позже, когда был построен Нарготронд, он передал эту крепость своему брату Ородрету.
Сирион своим руслом, протянувшимся на 130 лиг, разделял Белерианд на Западный и Восточный. По его правому берегу через весь Западный Белерианд тянулся Лес Бретиль, занимавший всё пространство между Сирионом и Тейглином. Дальше лежали земли Нарготронда, прилегающие к правому притоку Сириона — реке Нарог.
От Нарога до реки Неннин, впадавшей в море возле Эглареста, лежали владения Финрода, поддерживавшего тесную дружбу с правителем мореходов-синдар Кирданом Корабелом в соседнем Фаласе.

#### Фалас
Владения Кирдана Корабела и его народа — фалатрим. Основными городами Фаласа являлись Эгларест в устье реки Неннинг и Бритомбар в устье реки Бритон (более известные как «Гавани»). В Первую битву Гавани были осаждены, однако осада была снята ко времени Второй битвы, когда орки, осаждавшие их, отошли на север, чтобы воспрепятствовать силам Феанора.
С помощью нолдор Финрода фалатрим заново отстроили гавани Бритумбара и Эглареста. Здесь за высокими стенами были укрыты прекрасные города с каменными набережными и молами. На мысу западнее Эглареста Финрод воздвиг башню Барад Нимрас, чтобы наблюдать за морем. С помощью эльфов Кирдана свои корабли начали строить и жители Нарготронда. Со временем они освоили мореходное искусство настолько, что добрались до огромного острова Балар и собирались превратить остров в последний надежный оплот, если настанет необходимость, но этим планам не суждено было сбыться.
Фалатрим удерживали Гавани практически всю Первую эпоху, но после Пятой битвы города были разрушены, и народ Кирдана бежал на юг, в устье Сириона и на остров Балар.

#### Нарготронд
Подземный город-крепость на берегу реки Нарог, а также область к северу от неё. Основан в начале Первой эпохи Финродом, вдохновлённым залами Менегрота и искавшим место, в котором можно было защититься от сил Моргота. Нарготронд располагался под поросшими лесом холмами Таур-эн-Фарот, на западном берегу Нарога. Первоначально в пещерах, где находилась крепость, обитали Ноэгит Нибин, одно из племён гномов.
Финрод правил городом до своего ухода с Береном в поисках Сильмарилла, оставив наместником Ородрета. Позже в Нарготронд прибыл Турин, ставший величайшим военачальником крепости. Турин убедил жителей Нарготронда открыто сражаться против Моргота, что привело к разорению города драконом Глаурунгом. Крепость являлась логовом дракона до его гибели, а после этого была заброшена.

#### Дориат
Лесное королевство синдар под владычеством Тингола. Наряду с другими великими лесами в легендариуме Дж. Р. Р. Толкина, такими как Лихолесье, Фангорн и Лотлориэн, леса Дориата занимают важное место в событиях своего времени. Здесь происходила большая часть событий, описанных в «Балладах Белерианда», «Детях Хурина» и «Сильмариллионе». Владычица Мелиан окружила Дориат завесой чар, сквозь которую не мог пройти никто без разрешения Тингола.

#### Восточный Белерианд
В восточной части Белерианда находились Химлад, Таргелион и Врата Маглора.
Химлад — область, расположенная в междуречье рек Келон и Арос. К северу находился Рубеж Маэдроса. До Четвёртой битвы Химлад вместе с перевалом Аглон удерживали Келегорм и Куруфин с большими силами нолдор.
Таргелион — область у подножия Синих гор, расположенная в междуречье рек Гелион и Аскар. Здесь находились владения Карантира, потому это королевство стало называться «Дор Карантир» (Земля Крантира). Столицей этого королевства была крепость у подножья горы Рерир. Некоторое время в Таргелионе жили люди из Племя Халет, которые впоследствии были практически истреблены в орочьих набегах.
Врата Маглора — область, расположенная между Химрингом и Синими горами. В начале Первой эпохи охранялась Маглором и большими силами его народа. Во Вторую битву в Белерианд через Врата Маглора проникли орки, однако их уничтожили. В Четвёртую битву эльфы, защищающие Врата, были повержены Глаурунгом, и Маглору пришлось отступить к Химрингу.

#### Гондолин
Потаённое королевство эльфов на севере Белерианда. Располагалось в горной долине, окруженной хребтом Эхориат. Скалы здесь были отвесными и непроходимыми, поэтому в долину можно было попасть лишь через естественный туннель, некогда пробитый водой. В середине долины находился холм, именуемый Амон Гварет. Здесь располагался город нолдор, построенный по подобию Тириона в Валиноре.
Практически всю Первую эпоху город был укрыт от взора Моргота, который тщетно разыскивал его. Местоположение города раскрыл взятый в плен орками Маэглин. После этого город пал под натиском сил Моргота.

#### Рубеж Маэдроса
Область на северо-востоке Белерианда. Здесь находилась крепость Маэдроса, основанная им на холме Химринг. Восточнее находились Врата Маглора и Синие горы, к западу — перевал Аглон, охраняемый Куруфином и Келегормом. В окрестностях крепости находились истоки рек Келон и Малый Гелион.
Рубеж Маэдроса был единственной областью в Восточном Белерианде, которая стойко сопротивлялась силам Моргота в Четвёртой битве. Многие выжившие из окрестных земель сплотились здесь. Но в Пятой битве силы эльфов были разбиты, и Рубеж Маэдроса пал — Химринг был захвачен орками.
После Войны Гнева, в результате которой Белерианд погрузился под воды Великого моря, вершина Химринга выступала над волнами, образуя остров Химринг. На острове виднелись останки крепости Маэдроса.

#### Оссирианд
Область в Восточном Белерианде, расположенная между Синими горами и рекой Гелион. Своё название («Семиречье») получила из-за семи рек, протекающих здесь: Гелиона и его притоков — Аскара (позднее известен как Ратлориэль), Талоса, Леголина, Брильтора, Дуильвена и Адуранта. В начале Первой эпохи, перед первым восходом Луны, часть тэлери, известная как «нандор», пришла в Оссирианд, ведомая Дэнетором, и поселилась здесь с разрешения Тингола. Они стали известны как «лаиквенди» («Зелёные эльфы»), а край этот стал также известен как Линдон (букв. «поющий край»).
Оссирианд — единственная часть Белерианда, уцелевшая в Войне Гнева. Во Вторую и Третью эпохи за бывшими землями Оссирианда, разделёнными заливом Лун на две части, закрепилось название Линдон (Северный и Южный).

#### Арверниэн
Область на юго-западе Белерианда, ограждённая с востока устьем реки Сирион. Здесь нашли убежище синдар, выжившие при падении Дориата, некоторые из нолдор Нарготронда и Гондолина, а также эдайн. Первыми правителями этого края были Туор и его жена Идриль. Их сын Эарендил взял в жёны Эльвинг, и в Арверниэне родились их сыновья — Эльрос и Эльронд.

## Затопление
Разрушения, вызванные Войной Гнева, привели к затоплению Белерианда морем в конце Первой эпохи (за исключением части Восточного Белерианда у Синих гор и нескольких небольших участков в других областях, ставших островами).